# مزرعهبيله صوفي (مقاطعة إسلام آباد غرب)
مزرعهبيله‌صوفي (بالفارسية: مزرعه‌پیله‌صوفی) هي قرية تقع في قسم حومة الجنوبي الريفي (مقاطعة إسلام آباد غرب) في إيران. يقدر عدد سكانها بـ 31 نسمة بحسب إحصاء 2016.